# The King (cantante)
The King, pseudonimo di James Brown (Belfast, 1968), è un cantante britannico.

## Biografia
Postino di professione, era solito cantare ai matrimoni di parenti e conoscenti, fino al giorno in cui una sua zia lo fece esibire sul palco di un locale dopolavoristico di Belfast. Grazie alla sua voce sullo stile di Elvis Presley, il suo successo fu tale che il padrone del locale lo volle per successive esibizioni. In una di queste fu notato da Bap Kennedy, anch'egli di Belfast. Fu lui che ebbe l'idea di far registrare a Brown la canzone Come as You Are dei Nirvana, cantata à la Elvis. Dopo il successo di questo esperimento, i due decisero di registrare un intero album con cover di cantanti deceduti, intitolato sintomaticamente Gravelands.

## Discografia

### Album
- Gravelands (1997, Dressed to Kill)
- Return to Splendor (2000, EMI)

### Singoli
- Come as You Are (1998, EMI Electrola)
- Little Drummer Boy (1998, EMI Electrola)
- War Is Over (1999, EMI Electrola)